# Tipula (Tipula) capnioneura
Tipula (Tipula) capnioneura is een tweevleugelige uit de familie langpootmuggen (Tipulidae). De soort komt voor in het Afrotropisch gebied.